# Marie-Denise Villers
Marie-Denise Villers (n. 1774, Paris, Regatul Franței – d. 19 august 1821, Paris, Franța) a fost o pictoriță franceză specializată în portrete.

## Viața
Marie-Denise Lemoine s-a născut la Paris ca fiică a lui Charles Lemoine și Marie-Anne Rouselle. Două dintre cele trei surori ale ei, Marie-Victoire Lemoine⁠(d) (1754–1820) și Marie-Élisabeth Gabiou⁠(d) (1755–1812), precum și verișoara îndepărtată Jeanne-Elisabeth Chaudet⁠(d) (1767–1832), au fost toate instruite să devină portretiste. În cadrul familiei sale, Marie-Denise era cunoscută drept „Nisa”. Familia locuia pe Rue Traversière-Saint-Honoré (azi Rue Molière⁠(d) ) lângă Palais Royal din arondismentul 1 al Parisului. Se știu puține despre copilăria lui Marie-Denise, totuși este posibil ca prin surorile ei mult mai mari și verișoarele ei să fi fost introdusă în saloanele din Paris. În Salonul de la Paris din 1799 a cunoscut-o pe artista Anne-Louis Girodet-Trioson⁠(d) și, de asemenea, a început să ia lecții de pictură cu François Gérard și Jacques-Louis David. 
În 1794, s-a căsătorit cu un student la arhitectură, Michel-Jean-Maximilien Villers. Soțul ei a susținut-o în a picta, într-o perioadă în care multe femei au fost nevoite să renunțe la munca de artă profesională după căsătorie. Viața ei dintre momentul ultimei ei picturi datate (1814) și moartea ei în 1821 rămâne necunoscută.

## Carieră
Ea a expus pentru prima dată lucrări de artă la Salonul anului al VII-lea de la Paris (1799). Cea mai faimoasă pictură a lui Villers, Portretul lui Charlotte du Val d'Ognes (1801) a fost atribuită diverșilor artiști și prezentată sub o varietate de titluri de-a lungul istoriei sale. Inițial, portretul s-a aflat în posesia familiei du Val d'Ognes timp de generații, unde i-a fost atribuit lui Jacques-Louis David . Când Muzeul Metropolitan de Artă l-a cumpărat în 1917, era cunoscut sub numele de „David din New York”. Cu toate acestea, în 1951, curatorul Charles Stirling a emis ipoteza că a fost de fapt pictat de o „femeie puțin cunoscută”. Decenii după aceea, s-a renunțat la titlul picturii și la numele artistului, conform politicii Met. În 1995, Margaret Oppenheimer a susținut cu succes că Villers a pictat lucrarea. Mai mult, istoricul de artă Anne Higonnet susține că Desen al unei tinere este un autoportret.
Villers a expus Studiul unei tinere așezate pe o fereastră și alte două lucrări la Salonul din 1801, urmate în 1802 de o pictură de gen intitulată Un copil în leagăn și Un studiu despre o femeie din natură. Ultima ei lucrare cunoscută este un portret al ducesei de Angoulême, expus în 1814.

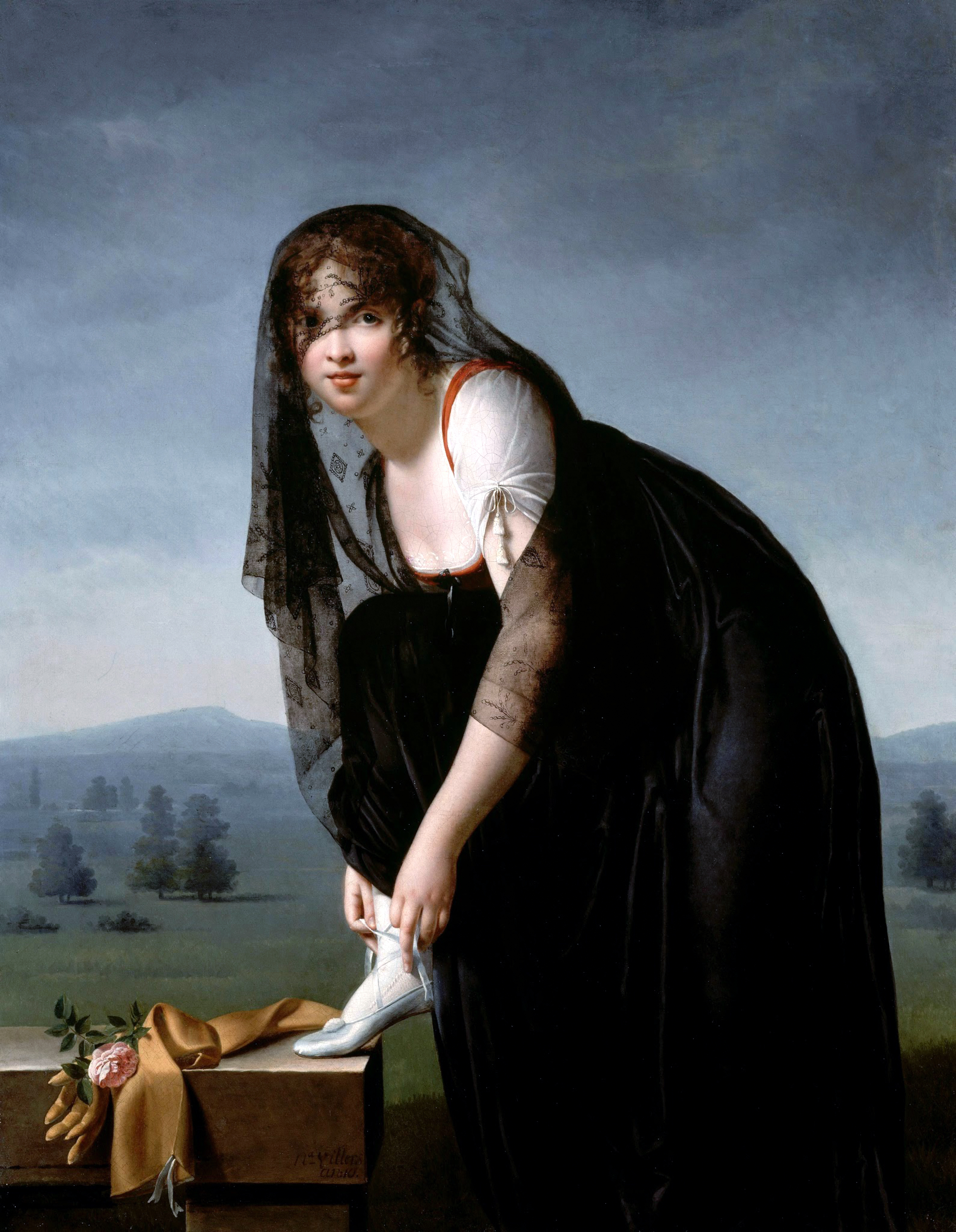
Un studiu al unei femei în natură

## Lucrări
- La Peinture. Une Bacchante endormie , 1799. (Pictură. O bacantă dormind)
- Étude d'une jeune femme assise sur une fenêtre, 1800-1801. (Studiu al unei tinere așezate la o fereastră)
- Jeune femme dessinant, (Tânără desenând), cunoscută anterior ca Portretul domnișoarei Charlotte du Val Ognes, New York, Metropolitan Museum of Art, 1801.
- Étude d'une femme à sa toilette. portret, 1801. (Studiul unei femei la toaleta ei.)
- „Une étude de femme d'après nature”, Presupus portret al doamnei Soustras, Paris, Muzeul Luvru, 1802 [9]
- Un enfant dans son berceau, entrainé par les eaux de l'inondation du mois de Nivôse an X, 1802. (Un copil în leagănul său, mânat de apele inundațiilor lunii Nivôse anul X)
- Un enfant dans son berceau, entrainé par les eaux de l'inondation du mois de Nivôse an X, taille réduite de l'œuvre de 1802, 1810. (Un copil în leagănul său, mânat de apele inundațiilor lunii Nivôse anul X)
- Une petite fille blonde, tenant une corbeille de jonc remplie de fleurs ; înainte de 1813. (O fetiță blondă ținând un coș plin cu flori)
- Portretul ducesei d'Angoulême, 1814. (Portretul ducesei de Angoulême)